# Revista de Catalunya
|  | Aquest article tracta sobre la publicació fundada el 1924. Si cerqueu altres revistes homònimes, vegeu «Revista de Catalunya (desambiguació)». |

|  | No s'ha de confondre amb "La Revista", publicació amb la qual coexistí uns anys i que va tenir alguns col·laboradors coincidents.. |

Revista de Catalunya és una revista d'assaig editada en català que, des de la seva fundació el juliol de 1924 fins als nostres dies, ha passat per diverses vicissituds. A més dels assaigs, publica cròniques, comentaris crítics, ressenyes bibliogràfiques i altres textos.

## Història

### Antecedents
Se'n consideren dos antecedents i un precedent. El primer antecedent seria la revista homònima, tot i que amb un base més castellana, "Revista de Cataluña", de Salvador Moreno. Amb el seu mateix nom es troba el segon antecedent, la publicació dirigida per Josep M. Rabassa els anys 1896-1897. Finalment, la publicació dels 13 números quinzenals de la capçalera Revista de Catalunya que el mateix Rovira i Virgili va dirigir entre l'abril i el juny de 1912 en seria un precedent més vinculat.

### Inicis
Fou fundada a Barcelona el 1924 per Antoni Rovira i Virgili durant la Dictadura de Miguel Primo de Rivera com una tribuna d'expansió i de defensa de l'alta cultura catalana. El primer número es publicà al juliol de 1924, tenia una periodicitat mensual, més de 100 pàgines i hi aparegueren estudis i assaigs de Rovira i Virgili, Carles Soldevila, Melcior Font, Josep Pla, Domènec Guansé, Prudenci Bertrana, Joan Sacs, Joan Crexells i Vallhonrat, Tomàs Garcés, Carles Pi i Sunyer i altres.
Fou suspesa per raons econòmiques el 1929, però tornà a editar-se el setembre del 1930 fins al desembre del 1939, sota la direcció de Ferran Soldevila.
Els fets del 6 d'octubre de 1934 en privaren la sortida i no retornà fins al 1938, sota el patrocini de la Institució de les Lletres Catalanes, amb tres directors (Rovira i Virgili, Ferran Soldevila i Serra i Húnter) i com a redactor en cap Armand Obiols. Després fou publicada a l'exili de París (1939-40) patrocinada per la Fundació Ramon Llull i on el comitè de redacció estava format per Armand Obiols (redactor en cap), Just Cabot, Pompeu Fabra, Josep Carner i Joaquim Torrens-Ibern, on hom manté el to d'alta cultura i hi ha algunes col·laboracions més de ciències.

### Exili
La Gestapo la va clausurar el 1940. A Mèxic, aparegué un número triple (gener-febrer-març, 1943), publicat per Antoni Maria Sbert, amb col·laboracions de Josep Carner, Pere Bosch i Gimpera, Artur Bladé i Desumvila, Ferran Soldevila, Ventura Gassol, Jaume Serra i Húnter, Antoni Xirau i Palau, Manuel Reventós i Bordoy i altres.
Fou represa a París, però tingué només tres sortides (1947), amb Obiols com a coordinador. Encara aparegué el número 105 a São Paulo (1956), gràcies al col·leccionista de pintura Salvador Riera, tot i que el contingut original fou enviat des de Catalunya, preparat sobretot per Joan Triadú, Max Cahner i Albert Manent, amb col·laboracions de Carles Riba, Josep Trueta i Raspall, Ferran Soldevila, Jordi Rubió i escrita per Rafael Tasis. El número 106 es publicà a Mèxic (1967), però també fou preparat a Barcelona.

### Refundació
A l'octubre del 1986 s'inicià una segona etapa de la revista, sota la direcció de Max Cahner, havent-se constituït la Fundació Revista de Catalunya, entitat editora, el 24 de gener de 1986.
Entre el gener de 2012 i el maig de 2015, sota el lema “continuïtat i canvi”, Josep Maria Roig i Rosich en fou el director. La publicació passà d'editar-se mensualment a trimestralment els números ordinaris, però n'afegí dos anuals d'extraordinaris sobre temes monogràfics. La seva periodicitat és de 6 números l'any.

### Actualitat
El 12 d'abril de 2016 li fou concedida la Creu de Sant Jordi. El maig de 2015 el Patronat de la Fundació nomenà Quim Torra com a director, fins al mes de maig de 2018, quan va dimitir per accedir al càrrec de president de la Generalitat. El dia 23 de maig del 2018, el Patronat nomenà Agustí Pons i Mir com a nou director. El 2022 assumeix la direcció de la revista, la doctora Lluïsa Julià i Capdevila, crítica literària i investigadora.
L'any 2024 se celebra el centenari de la creació de la revista en una commemoració oficial de la Generalitat de Catalunya comissariada per l'escriptora Lluïsa Julià, l'historiador Francesc Marco-Palau i la crítica literària Pilar Garcia Sedas.
El febrer del 2025 l'equip de redacció va dimitir en bloc després de la decisió del patronat de cessar la directora Lluïsa Julià. Es van renovar els òrgans de govern de la publicació nomenant director a Frederic J. Porta, un historiador que també està al capdavant de la revista Esperit.